# Frityr

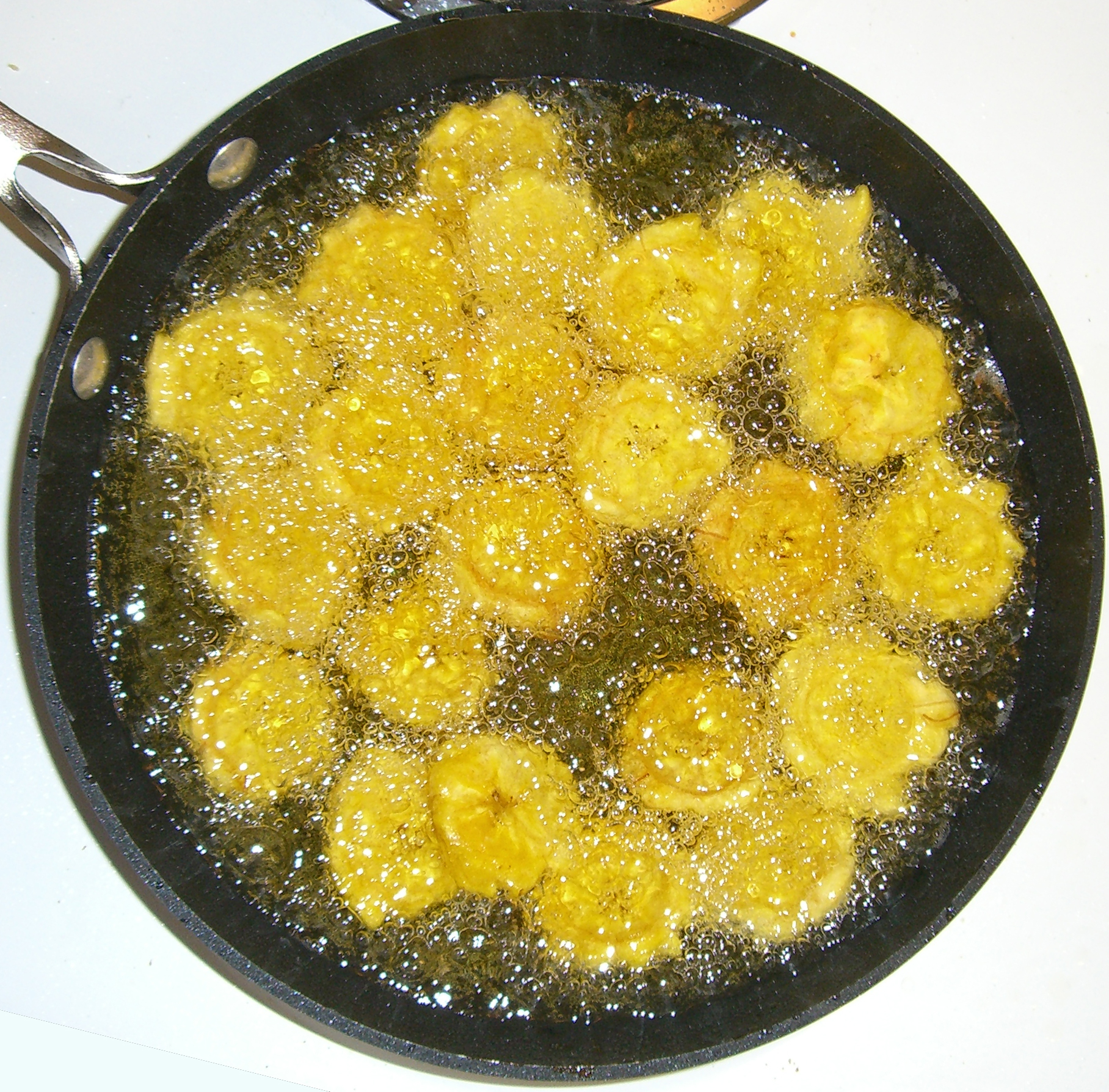
Frityr av kokbananer

Frityr (även fritering, frityrkokning eller flottyrkokning) är en metod för matlagning. Den innebär att maten sänks ner i flottyr (även frityr), vilket kan vara het matolja eller annat matfett.
Oljan håller vanligen cirka 180 °C, en temperatur tillräcklig hög för att snabbt få vatten att avdunsta från födans yta. Detta ger den friterade maten en karakteristiskt frasig och spröd yta, i synnerhet om födan först har doppats i en speciell frityrsmet som ger ett gyllenbrunt skal kring födoämnet.
Frityrsmet är det som används när man friterar mat. Denna är en blandning av mjölk, mjöl, vatten, hårt vispad äggvita och kan även innehålla öl.